# 파울 후프슈미트

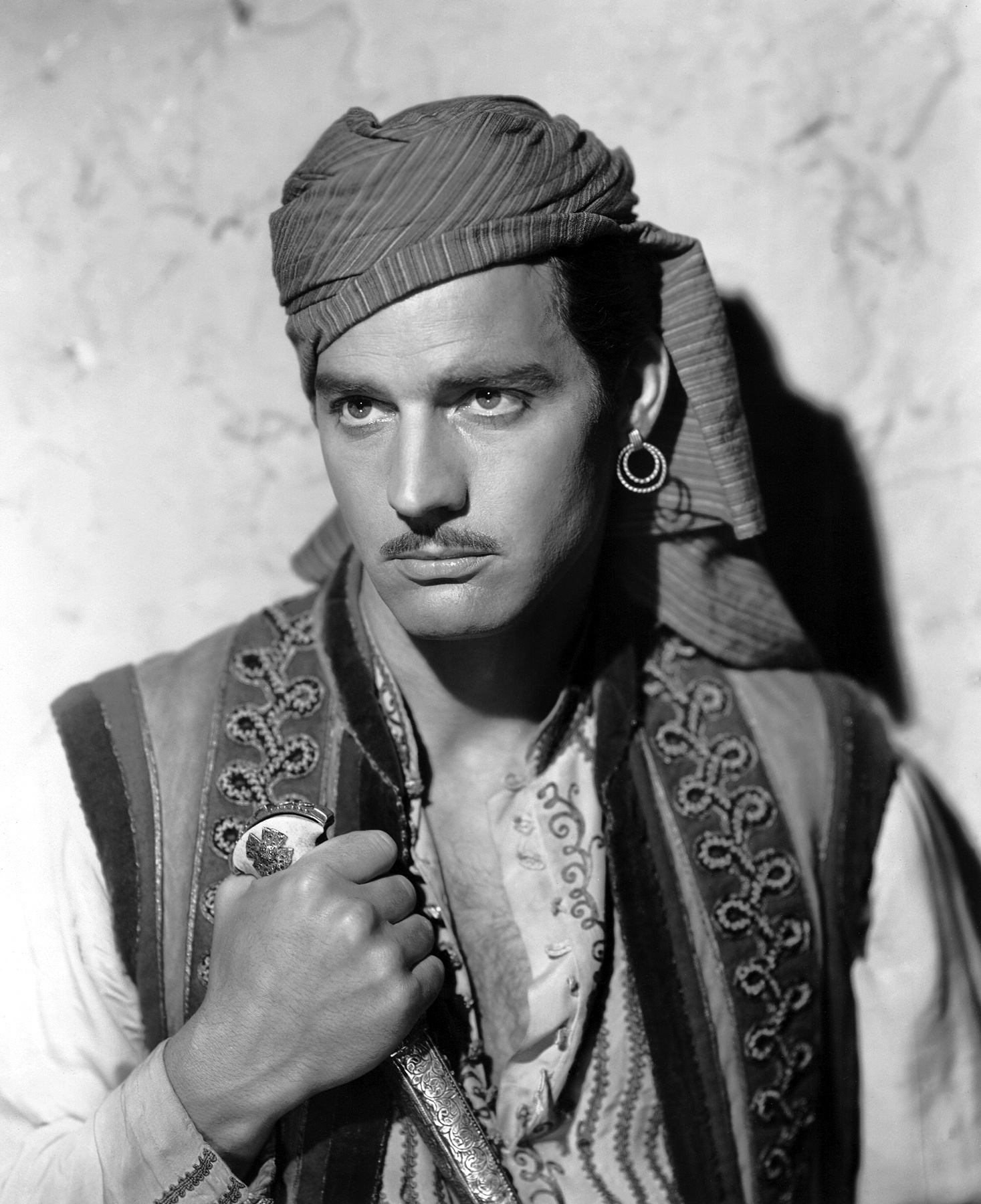

파울 후프슈미트(독일어: Paul Hubschmid, 1917년 7월 20일 ~ 2001년 12월 31일)는 스위스의 배우이다. 20세기 유럽과 미국 할리우드를 오가며 많은 영화에 출연했다. 할리우드에서는 폴 크리스천(영어: Paul Christian이라는 영어 예명으로 활동했다.
아라우에서 태어났으며 베를린에서 사망하였다. 사인은 폐색전증이다.

## 영화
- 마농 (1968년)
- 더 스파이 위드 텐 페이스 (1966년)
- 베를린 스파이 (1966년)
- 나폴레옹 2세 (1961년)
- 인도의 무덤 (1959년)
- 벵갈의 호랑이 (1958년)
- 심해에서 온 괴물 (1953년)
- 노 타임 포 플라워스 (1952년)